# Spearfish
Spearfish – miasto w Stanach Zjednoczonych, w stanie Dakota Południowa, w hrabstwie Lawrence.